# Sperone (araldica)
In araldica lo sperone simboleggia cavalleria, nobiltà e virtù, ma anche attività e vigilanza. Traeva parte del suo significato dalla caratteristica di pungolare per avere uno stimolo al ben operare. Lo sperone è stata spesso assunto nello stemma da chi aveva attaccato il campo nemico e lo aveva disperso con una carica di cavalleria.
I cavalieri portavano speroni d'oro e gli scudieri d'argento. Nella cerimonia dell'addobbamento, che precedeva l'investitura del cavaliere, al novizio venivano affibbiati prima lo sperone sinistro e poi il destro.

## Galleria d'immagini

D'azzurro, allo sperone d'oro (famiglia Channac de la Selve, Francia)
D'azzurro, alla banda composta di rosso e d'oro di cinque pezzi e caricata da una stella dello stesso, accompagnata in capo da un giglio e in punta da due speroni intrecciati, il tutto d'oro (Feucherolles, Francia)
D'azzurro, a due speroni intrecciati d'oro; al capo d'argento, caricato di una salamandra di rosso, infiammata dello stesso e accostata da due gigli d'oro (Le Mesnil-le-Roi, Francia)
Di rosso, allo sperone d'oro con la rotella in alto (Sulzbach (Taunus), Germania)
D'azzurro, a tre speroni d'oro, con le rotelle in alto (Lécluse, Francia)